# 吾国与吾民
《吾国与吾民》，又译《中國人》（英語：My Country and My People），是作家林语堂于1933年至1934年间用英文写成，并首先在美国出版发行的一部书。该书第一次较为系统地向西方宣传了中国和中国文化。

## 缘起
这部书的写作，与赛珍珠（Pearl S. Buck）有密切关系。赛珍珠是一位曾在中国生活多年并同情中国底层人民的美籍作家。1930年7月，她带着在南京写成的《大地》（The Good Earth）书稿赴美，1931年3月《大地》在纽约出版，立即引起轰动，并获得美国的普利策小说奖。赛珍珠在美国获得盛名后，于1933年10月初回到中国，并产生一个想法，即寻找一位中国作家用英文写一本向西方介绍中国的书。经反复考虑后，她决定请林语堂来担负此任。
同年10月间的一个晚上，赛珍珠来到林语堂家里吃饭，當時胡適也在場。不久，胡適因事先行告退。席间，他们谈论以中国题材写作的外国作家。突然，林语堂说：“我倒很想写一本书，说一说我对我国的实感。”赛珍珠听后，立即十分热忱地答道：“你大可以做得。”兩人经过这次交谈后，林语堂便决定写作《吾国与吾民》一书。

## 写作及出版
林语堂从1933年冬開始着手写作《吾国与吾民》，至1934年7、8月在庐山避暑时全部完成，历时大约10个月。当时，他正在办《人间世》等刊物，是“忙里偷闲”来写这本书的。
《吾国与吾民》脱稿后，林语堂立即送给赛珍珠过目。当她读完书稿后，不由得感到极大的惊喜，认为它是一部“伟大著作”，欣然地为它写了序言。
在赛珍珠的支持下，《吾国与吾民》于1935年9月，由美国里查德·威尔什主持的约翰·黛尔公司（John Day Company）出版。當時威爾什正在強烈追求賽珍珠，從美国追到中国，為了討好賽珍珠，滿口答應出版事宜。1936年，英国伦敦威廉·海涅曼 (William Heinemann)公司再版，以后曾經被译成俄语、日语、瑞典语等多种文字出版。1939年，威廉·海涅曼公司又出版了该书的修订本，其中新增加了《中日战争之我见》（A Personal Story Of The Sino-Japanese War）一章。
在中国大陆，1936年黄嘉德的《吾国与吾民》译本较为通行，但其翻译于增补第十章《中日战争之我见》的1939年之前，没有第十章。2000年，上海学林出版社推出《中国人》全译本，该版为大陆第一个全译本。

## 反响
书出版后，很快在美国受到好评。认为“只有一个中国人才能这样坦诚、信实而又毫不偏颇地论述他的同胞。”（《纽约时报》星期日书评副刊第一版上发表的克尼迪（R.E.Kennedy）的评论文章。）“他的笔锋温和幽默。他这本书是以英文写作以中国为题材的最佳之作，对中国有真实、灵敏的理解。凡是对中国有兴趣的人，我向他们推荐这本书。”（《星期六文学评论周刊》发表的著名书评家伯发(Nathaniel Peffer)的书评。）
可是，对于林语堂以《吾国与吾民》在美国博得很高的声誉，国内文坛却有不同的反响。有的人认为中国人能在国际文坛成名，这毕竟是第一次，是中国人的光荣。但也有人持相反的看法，将“My Country and My People” 译成《卖Country and People》，意思是说林语堂出卖国家人民，致使有些未看过这本书的人，误以为它真的是一部卖国主义的书。而且几十年来，以讹传讹，很长一段时间里，人们大都这样看待這本書 。
对于这样的一些非议，林语堂置若罔闻，仍然保持我行我素的作风，直到30年后，他才在《论足赤之美》一文中表明自己写作《吾国与吾民》的心态。他记述了美国商务参赞诺德出于尊敬之心，想拍下一位卖烧鸡的白髯老人的照片，却被人误认为是要侮辱中国人。林语堂恳切地说：“知道这一点道理，才知道我《吾国与吾民》的写法及立场。中国自有顶天立地的文化在，不必样样效颦西洋。看到深处，才明白中国人生哲学之伟大，固不在西装革履间也。”

## 主要内容
- 对传统的社会政治生活作了评说。
- 对传统的哲学思想儒、道、释作了宏观的评价。
- 对传统的文化艺术作了评价。
- 对国民的特性作了独到的分析。

这本书中，因林语堂秉承着忧国忧民乃至爱国爱民的思想情感，因此尽管《吾国与吾民》描写了中国人存在着种种落后、保守和愚昧的精神状态，详尽地剖析了消极的“国民性”，但并不使人感到他是有意在丑化中国人，而是足以引起人们的反思。他在本书中对中国人的人性分析透切而且直接，他将国民的行为指导高度地概括在“情理”二字中，时至今日，仍然准确而且恰当。中国大陆出版的《中国人的智慧》是《吾国与吾民》的节选版，虽然不尽相同，但是同样精彩。近代作品中与之相近的是柏杨的《丑陋的中国人》。。

## 逸事
赛珍珠與林語堂曾因版權的問題打起官司。赛珍珠曾打电话给林语堂的次女林太乙说：“你的父亲是不是疯了！”经汉克·荷兹夫妇调解，约翰·黛公司同意将其著作的版权归还给林语堂。1955年普兰蒂斯·霍尔公司（Prentice Hall Inc.）出版了林语堂写的《远景》一书。赛珍珠與林語堂的關係完全破裂。